# Victor Meirelles de Lima

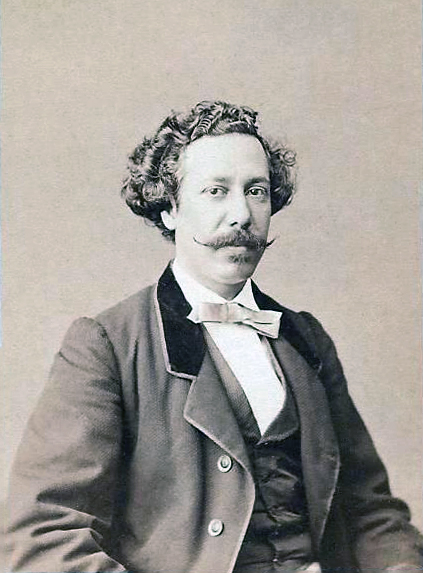
Victor Meirelles, 1860s

Victor Meirelles de Lima (Florianópolis, 18 d'agost de 1832 - Rio de Janeiro, 22 de febrer de 1903) va ser un pintor brasiler conegut sobretot pel seu treball relacionat amb la cultura i la història de la seva nació.
Els seus pares van ser immigrants de Portugal. De ben jove va mostrar un gran talent per l'art, pintant la seva primera obra (un paisatge de l'Illa de Santa Catarina) a l'edat de catorze anys. Aquesta obra va impressionar Jerônimo Coelho, un conseller imperial, el qual el va portar a Rio de Janeiro i el va presentar a Félix Taunay, director de l'Academia Imperial de Belas Artes. Meirelles va ingressar a l'Academia el 1847 i s'hi va estar fins al 1852. Aquell any, el seu quadre «São João Batista no Cárcere» li va merèixer el Prêmio de Viagem à Europa.

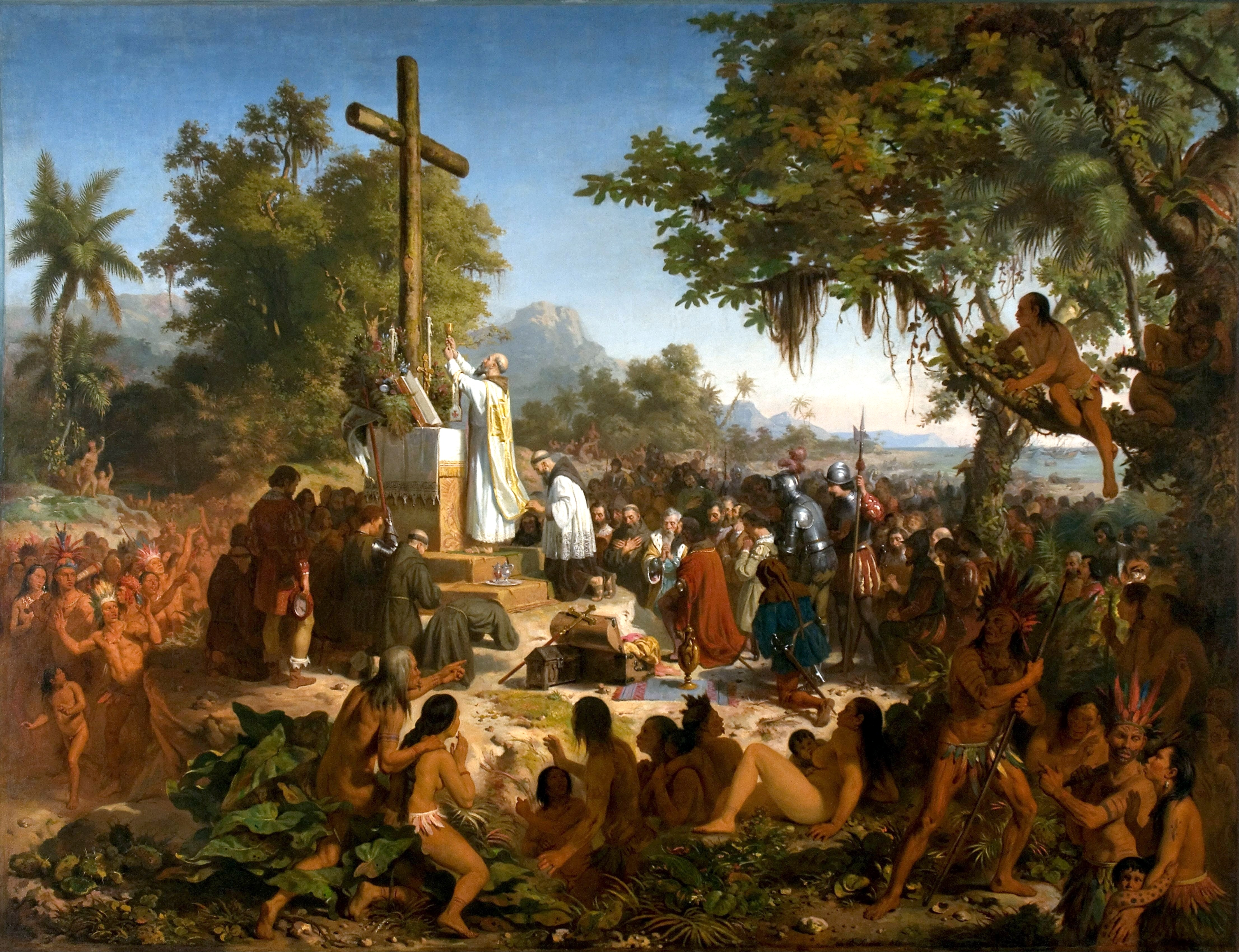
«A Primeira Missa no Brasil», 1861. Museu Nacional de Belas Artes.

Meirelles va visitar París, tot i que va estar la major part del temps a Florència i Roma, on va estudiar amb Tommaso Minardi i Nicola Consoni a la Accademia di San Luca. El 1856 va tornar a París i s'hi va estar fins al 1860. Durant aquest període, va ser alumne a l'École des Beaux-Arts, perfeccionant la seva tècnica amb Léon Cogniet i Paul Delaroche. Allí va mantenir contacte amb Manuel de Araújo Porto-Alegre, el seu mentor a l'Acadèmia Imperial, el qual li va suggerir el tema d'una de les obres més famoses de Meirelles, «Primeira Missa no Brasil», una obra que va tardar dos anys a acabar.
Al seu retorn a Brasil, l'emperador Pere II el va proclamar cavaller de l'Orde de la Rosa. També va treballar de professor honorari de l'Academia i més tard va accedir a la càtedra d'Història de la Pintura. El 1868 es va embarcar en diversos vaixells de guerra per completar una comissió de pintura històrica naval. Durant la dècada següent va pintar diverses obres per a la família imperial.

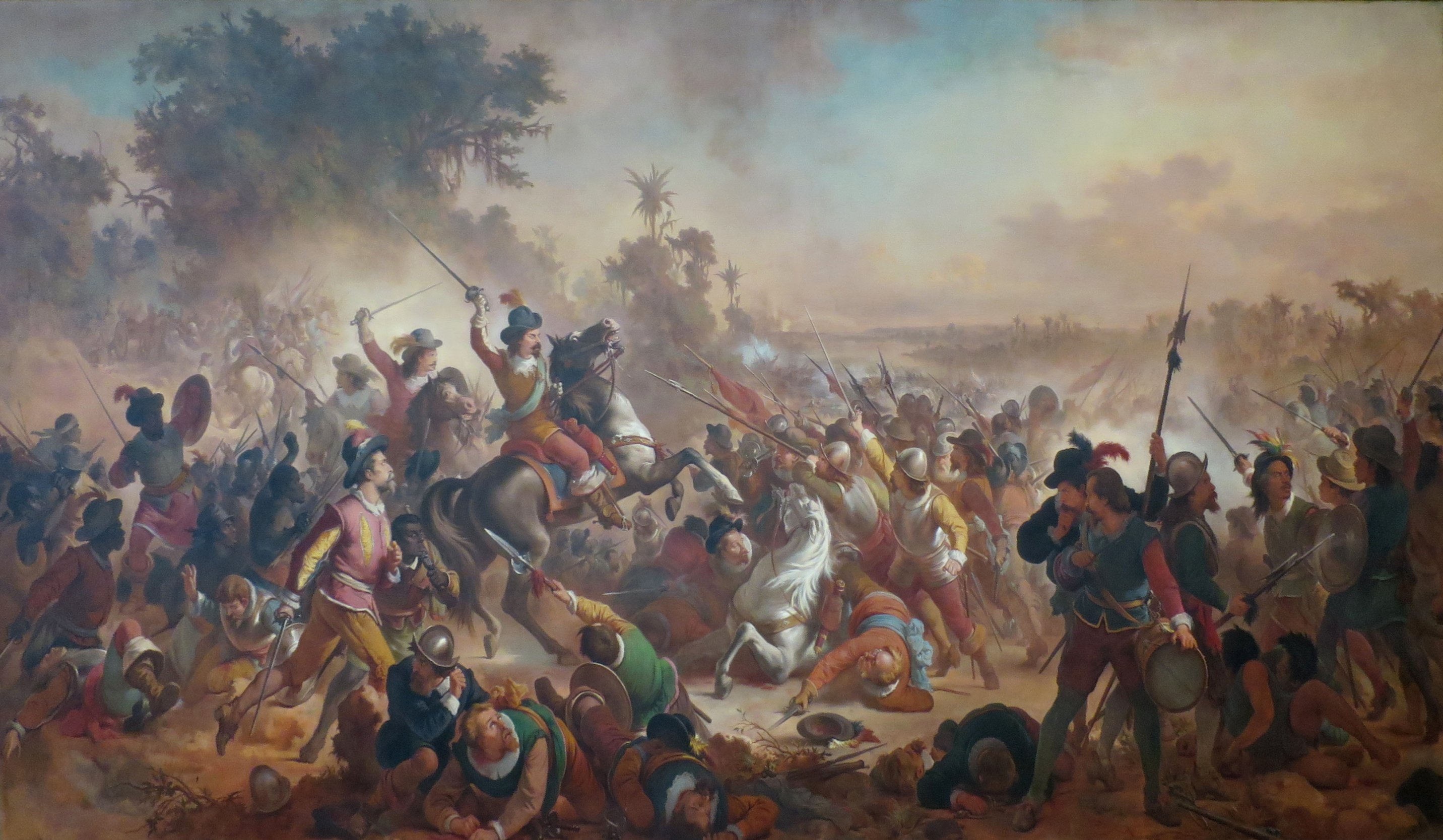
«Batalha dos Guararapes», 1879. Museu Nacional de Belas Artes.

El 1879, la seva obra «Batalha dos Guararapes» va ser exposada a l'Academia Imperal, al costat d'una pintura de Pedro Américo. Meirelles i Américo havien tingut disputes en una exposició anterior i els crítics van començar a notar diverses similituds entre els quadres d'ambdós i van acusar Meirelles de plagi. La controvèrsia va transcendir a la premsa durant uns quants mesos, però no es va arribar mai a cap conclusió.
El 1885 es va embrancar en el seu projecte més ambiciós, un panorama de Rio de Janeiro vist des de Morro de Santo Antônio, un mont prop del centre de la ciutat. Amb l'ajuda d'Henri Langerock, un pintor belga que va venir expressament des de d'Àfrica del Nord per treballar en el projecte, aquest va ser acabat el 1888. Inicialment va ser exposada a Brussel·les, on va ser creada, i més tard va guanyar la medalla d'or a l'Exposició Universal de París (1889).
Després que fos declarada la República de 1889, Meirelles i altres artistes associats amb la monarquia van ser expulsats de l'Academia Imperal. El 1893 va intentar obrir una escola privada amb Eduardo de Sá i Décio Villares, però finalment no va prosperar. Meirelles va acabar pobre i va morir malalt, a la seva humil llar durant la celebració dels Carnavals. El seu «Panorama do Rio de Janeiro», desat en un magatzem, es va podrir i va ser finalment llençat a la Badia de Guanabara.

## Selecció d'algunes pintures

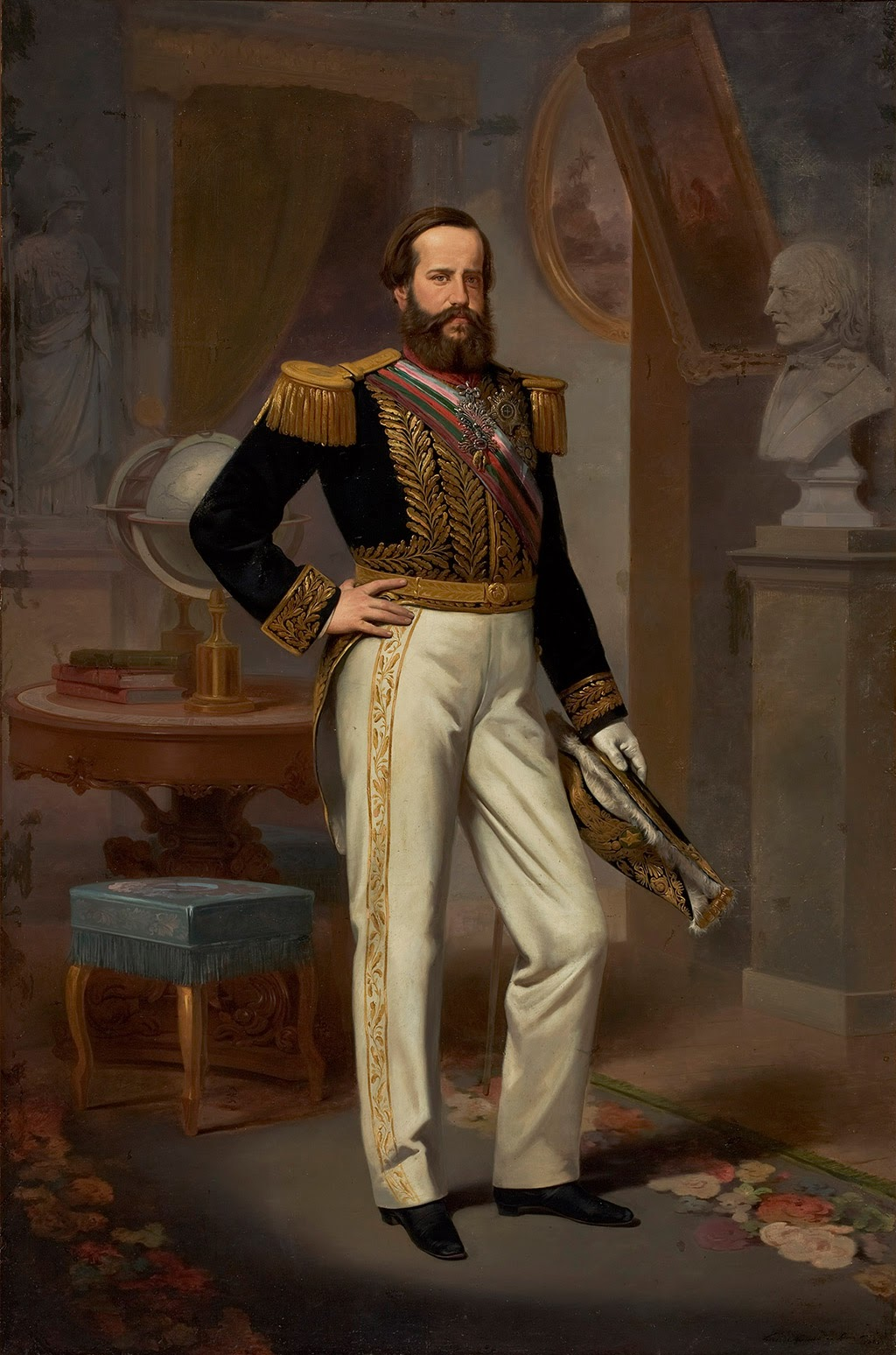
Retrat de l'emperador Pere II (1864)
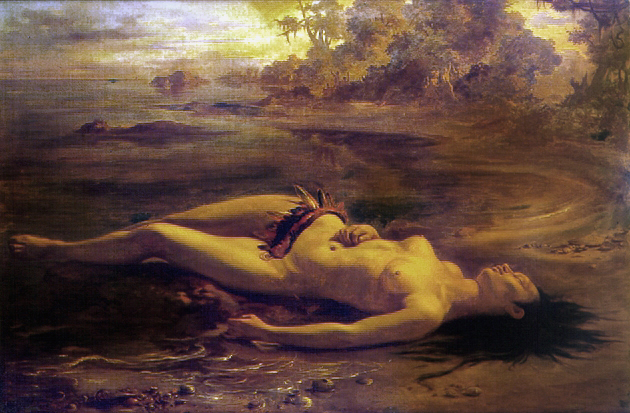
Moema (1866), un exemple famós d'Indianisme
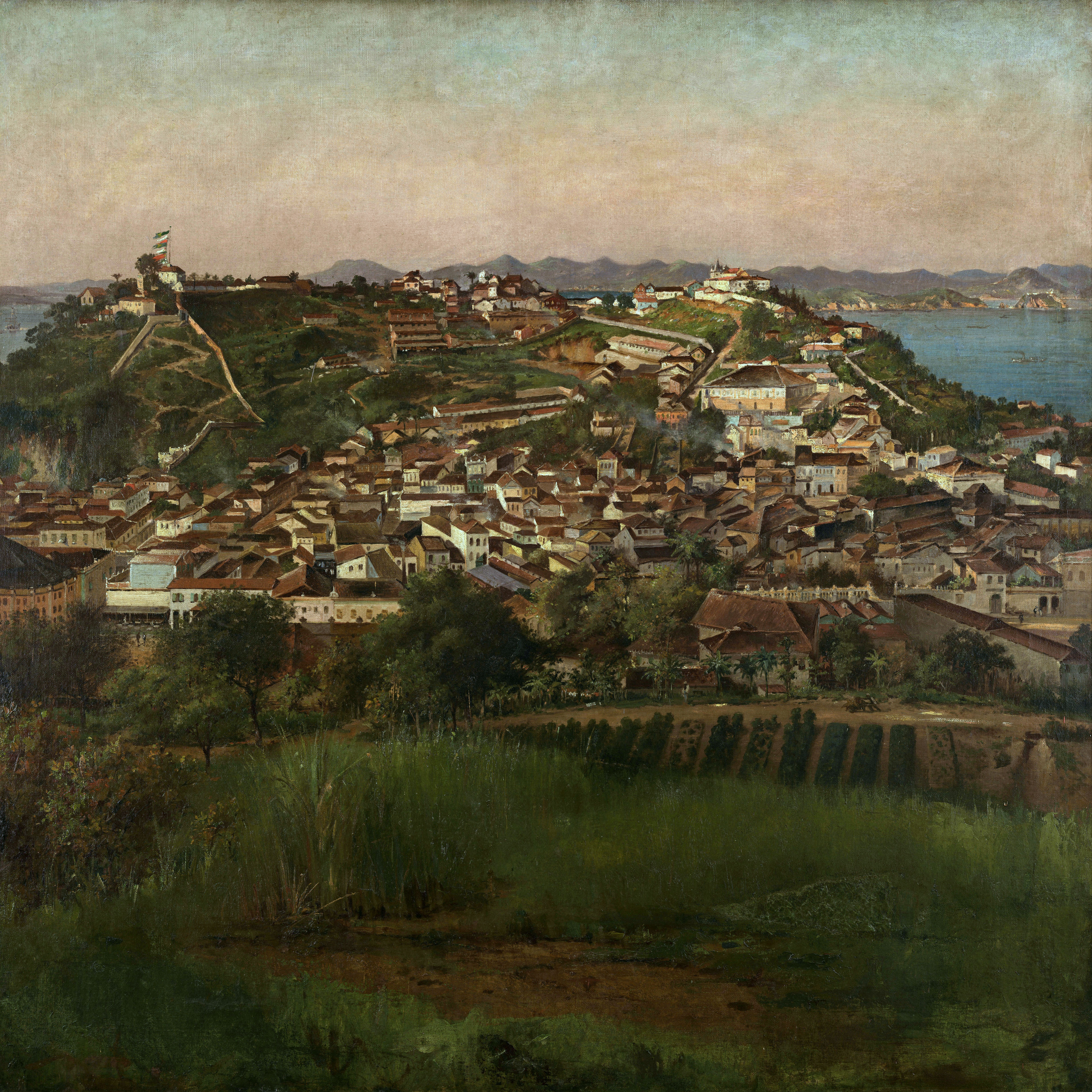
Estudi per al "Panorama do Rio de Janeiro" (c.1885)
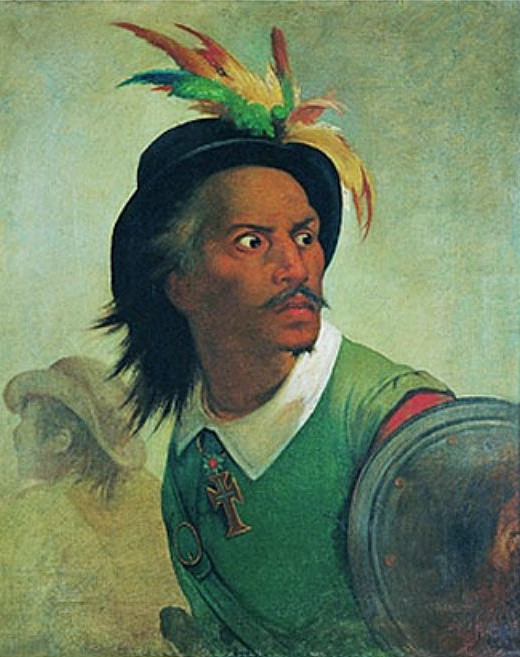
Retrat d'António Filipe Camarão (c.1874/8)